# Петко Славейков (жилищен комплекс)
Вижте пояснителната страница за други значения на Петко Славейков.
„Петко Рачов Славейков“ (за по-кратко изписван и като „П. Р. Славейков“ или само „Славейков“) е вторият по големина жилищен комплекс в Бургас, след Меден рудник. Той е разположен в северозападната крайна част на Бургас, а населението му е 32 766 души към 2017 година. Кварталът носи името на българския възрожденски поет и политик Петко Рачов Славейков.

## История
Строителството на жилищния комплекс започва през 60 – 70-те години на XX век. Комплексът е застроен с панелни блокове и високи ЕПК кооперации построени основно през 70-те и 80-те години на XX век, а в последните години с нови, луксозни тухлени сгради.

## Комплексът днес
Жилищен комплекс „П. Р. Славейков“ е вътрешен комплекс, няма излаз на Черно море. Съставен е предимно от жилищни блокове, като най-високите са 20-етажни. През последните няколко години се забелязва преориентация в строителството, като се изграждат предимно модерни многоетажни кооперации. Тук се намира и най-дългият жилищен блок в България – това е блокът в квартала с номер 55, чиито входове са означени с букви от азбуката, започващи от вход „А“ и стигащи чак до вход „Ч“, т.е. 23 входа (не са 24; липсва вход с буква „Й“.)
На територията на „П. Р. Славейков“ се намира също и модерният четиризвезден хотел „Мираж“, отворен през 2003 г., който със своите 95 метра е най-високата сграда в град Бургас, превърнал се в един от символите на града.
Кварталът разполага с 5 училища (НБУ „Михаил Лъкатник“, ОУ „Антон Страшимиров“, СОУ „Димчо Дебелянов“ и СОУ „Константин Преславски“), както и с много целодневни детски градини. Тук е изграден и един от корпусите на университета „Проф. Д-р Асен Златаров“. В близост до университета ще се намират новостроящите се жилищни сгради – ВХТИ Парк, ВХТИ Парк 2 и Тифани Резиденс.
Разположен непосредствено на входа на град Бургас, комплексът разполага с много добра инфраструктура и е сред най-бурно развиващите се части на града. Комплексът граничи с Индустриалната зона, където е разположен хлебозавода, „Хемус“ АД и други предприятия, в него са изградени множество хипермаркети като „Билла“, „Технополис“, „Търговската къща“, „Анет“, „Мастърхаус“, „Практикер“, „Кауфланд“, „Лидл“, „Т Маркет“, магазин на спортната верига „SPORT DEPOT“ и др. В него се намира и вторият мол в Бургас – „Галерия Бургас“, открит през 2012 г. В близост до мола се намира новия плувен басейн Парк Арена ОЗК, както и луксозния комплекс Central park.
В „П. Р. Славейков“, непосредствено до пазара на квартала се намира една от най-големите спортни зали в град Бургас – зала „Младост“, където волейболният отбор „ВК Нефтохимик 2010“ играе домакинските си срещи. Кварталът има и сравнително голям квартален парк.

## Транспорт
Комплексът се обслужва от 6 автобусни линии и 1 нощна линия: Б2, Б12, Бо, 9, 11, 12 и нощната линия Н, обслужвани от „Бургасбус“. Връзките на „П. Р. Славейков“ с доста от останалите части на Бургас се осъществяват от 2 от тях – автобусни линии 11 и 12, които го свързват с центъра на Бургас, ЖП гарата и с някои от другите квартали на Бургас като ж.к. „Зорница“, ж.к. „Лазур“ и ж.к. „Братя Миладинови“.